# آرمیزبرگ (ایندیانا)
آرمیزبرگ (به انگلیسی: Armiesburg) یک منطقهٔ مسکونی در ایالات متحده آمریکا است که در شهرستان پارک، ایندیانا واقع شده است. آرمیزبرگ ۱۶۰ متر بالاتر از سطح دریا واقع شده است.